# Nowhere (film, 2002)
Pour les articles homonymes, voir Nowhere.
Pour plus de détails, voir Fiche technique et Distribution.
Nowhere est un film italo-argentin réalisé par Luis Sepúlveda, sorti en 2002.

## Fiche technique
- Titre : Nowhere
- Réalisation : Luis Sepúlveda
- Scénario : Luis Sepúlveda
- Production : Pablo Bossi, Julio Fernández, José Luis Garci, Mauro Groisman, Roberto Manni et Massimo Vigliar
- Musique : Nicola Piovani
- Photographie : Giuseppe Lanci
- Montage : Mauro Bonanni
- Pays d'origine : Italie - Argentine
- Format : Couleurs - Dolby Digital
- Genre : Comédie dramatique
- Durée : 100 minutes
- Date de sortie : 2002

## Distribution
- Manuel Bandera : Ricardo Glenz
- Miquel Bordoy
- Luigi Maria Burruano : Salomon Goldman
- Ariel Casas : Sgt. Pérez
- Oscar Castro : Sargento Mamani
- Patricio Contreras : Dictator
- Daniel Fanego : Aurelio Gonzales
- Fernando Guillén Cuervo : Benavente
- Harvey Keitel
- Laura Mañá : Edelmira
- Ángela Molina
- Caterina Murino : Une femme des sommeils
- Leonardo Sbaraglia : Paolo Brandi